# Torneo Regional 1984-85
El Torneo Regional 1984-85 fue la decimonovena edición de este torneo, organizado por el Consejo Federal de la Asociación del Fútbol Argentino. Fue el último que otorgó clasificados a Campeonato Nacional, debido a que dejaría de disputarse. 
El certamen otorgó 6 plazas al Campeonato Nacional 1985.

## Incorporados y relegados
| Pos. | Clasificados del Regional 1984 |
| ---- | ------------------------------ |

| Relegados del Nacional 1984 |
| --------------------------- |

| Incorporados de las ligas regionales                                        |
| --------------------------------------------------------------------------- |
| Ochenta y un (81) equipos ganadores de las plazas de sus ligas respectivas. |

## Sistema de disputa
Los participantes fueron distribuidos geográficamente en 6 grupos regionales, por lo que cada grupo pudo tener un número distinto de participantes y zonas. 
El ganador de cada grupo se clasificó al Campeonato Nacional.

## Grupo 1

### Zona 1
| Pos. | Equipo                                 | Pts. | J | G | E | P | GF | GC | DG  |
| ---- | -------------------------------------- | ---- | - | - | - | - | -- | -- | --- |
| 1°   | Douglas Haig (Pergamino)               | 12   | 8 | 5 | 2 | 1 | 20 | 7  | 13  |
| 2°   | Defensores de Belgrano (Villa Ramallo) | 9    | 8 | 3 | 3 | 2 | 13 | 10 | 3   |
| 3°   | Paraná FC (San Pedro)                  | 9    | 8 | 3 | 3 | 2 | 8  | 7  | 1   |
| 4°   | El Linqueño (Lincoln)                  | 8    | 8 | 3 | 2 | 3 | 13 | 10 | 3   |
| 5°   | Sportivo Barracas (Colón)              | 2    | 8 | 0 | 2 | 6 | 6  | 26 | -20 |

| Douglas Haig | Clasificó a la Fase final. |  |

### Zona 2
| Pos. | Equipo                           | Pts. | J | G | E | P | GF | GC | DG  |
| ---- | -------------------------------- | ---- | - | - | - | - | -- | -- | --- |
| 1°   | Mercedes del Progreso (Mercedes) | 13   | 8 | 5 | 3 | 0 | 23 | 7  | 16  |
| 2°   | Juventud Unida (Campana)         | 9    | 8 | 3 | 3 | 2 | 8  | 10 | -2  |
| 3°   | Colón (Chivilcoy)                | 8    | 8 | 3 | 2 | 3 | 17 | 8  | 9   |
| 4°   | Belgrano (Zárate)                | 7    | 8 | 2 | 3 | 3 | 8  | 11 | -3  |
| 5°   | Tricolores (La Plata)            | 3    | 8 | 0 | 3 | 5 | 6  | 26 | -20 |

| Mercedes del Progreso | Clasificó a la Fase final. |  |

### Zona 3
| Pos. | Equipo                                         | Pts. | J | G | E | P | GF | GC | DG |
| ---- | ---------------------------------------------- | ---- | - | - | - | - | -- | -- | -- |
| 1°   | Club Social y Deportivo Loma Negra (Olavarría) | 10   | 8 | 4 | 2 | 2 | 13 | 9  | 4  |
| 2°   | Independiente (Olavarría)                      | 10   | 8 | 4 | 2 | 2 | 13 | 11 | 2  |
| 3°   | Club Olimpo (Bahía Blanca)                     | 7    | 8 | 2 | 3 | 3 | 12 | 11 | 1  |
| 4°   | Acerías Bragado (Bragado)                      | 7    | 8 | 2 | 3 | 3 | 9  | 10 | -1 |
| 5°   | Deportivo Argentino (Pehuajó)                  | 6    | 8 | 1 | 4 | 3 | 10 | 16 | -6 |

#### Playoff
Loma Negra (O) 2 - 1 Independiente (O) 
| Loma Negra | Clasificó a la Fase final. |  |

### Zona 4
| Pos. | Equipo                                       | Pts. | J | G | E | P | GF | GC | DG  |
| ---- | -------------------------------------------- | ---- | - | - | - | - | -- | -- | --- |
| 1°   | Club y Biblioteca Ramón Santamarina (Tandil) | 13   | 8 | 5 | 3 | 0 | 11 | 2  | 9   |
| 2°   | Azul Athletic Club (Azul)                    | 11   | 8 | 4 | 3 | 1 | 11 | 4  | 7   |
| 3°   | Club Atlético Kimberley (Mar del Plata)      | 6    | 8 | 1 | 4 | 3 | 12 | 14 | -2  |
| 4°   | Villa del Parque (Necochea)                  | 6    | 8 | 1 | 4 | 3 | 7  | 10 | -3  |
| 5°   | Juventud Unida (General Madariaga)           | 4    | 8 | 0 | 4 | 4 | 10 | 21 | -11 |

| Ramón Santamarina | Clasificó a la Fase final. |  |

## Grupo 2

### Zona 1
| Pos. | Equipo                                     | Pts. | J | G | E | P | GF | GC | DG |
| ---- | ------------------------------------------ | ---- | - | - | - | - | -- | -- | -- |
| 1°   | Club Atlético Huracán (Comodoro Rivadavia) | 10   | 6 | 5 | 0 | 1 | 11 | 7  | 4  |
| 2°   | Club Atlético Germinal (Trelew)            | 8    | 6 | 4 | 0 | 2 | 15 | 6  | 9  |
| 3°   | San Lorenzo (Carmen de Patagones)          | 5    | 6 | 2 | 1 | 3 | 7  | 11 | -4 |
| 4°   | Independiente (Río Gallegos)               | 1    | 6 | 0 | 1 | 5 | 3  | 12 | -9 |

| Club Atlético Huracán (Comodoro Rivadavia) | Clasificó a la Fase final. |  |

### Zona 2
| Pos. | Equipo                                      | Pts. | J | G | E | P | GF | GC | DG |
| ---- | ------------------------------------------- | ---- | - | - | - | - | -- | -- | -- |
| 1°   | Club Cipolletti (Cipolletti)                | 12   | 8 | 5 | 2 | 1 | 7  | 3  | 4  |
| 2°   | Boca Juniors (Bariloche)                    | 8    | 8 | 3 | 2 | 3 | 5  | 5  | 0  |
| 3°   | Club Social y Deportivo Alianza (Cutral Co) | 7    | 8 | 2 | 3 | 3 | 9  | 9  | 0  |
| 4°   | Club Ferro Carril Oeste (General Pico)      | 7    | 8 | 2 | 3 | 3 | 7  | 8  | -1 |
| 5°   | Club Atlético All Boys (Santa Rosa)         | 6    | 8 | 2 | 2 | 4 | 5  | 8  | -3 |

| Club Cipolletti | Clasificó a la Fase final. |  |

## Grupo 3

### Zona 1
| Pos. | Equipo                                       | Pts. | J  | G | E | P | GF | GC | DG  |
| ---- | -------------------------------------------- | ---- | -- | - | - | - | -- | -- | --- |
| 1°   | Club Atlético Juventud Alianza (Santa Lucía) | 16   | 10 | 6 | 4 | 0 | 20 | 8  | 12  |
| 2°   | Club Atlético Gimnasia y Esgrima (Mendoza)   | 15   | 10 | 6 | 3 | 1 | 21 | 10 | 11  |
| 3°   | Sportivo Pedal (San Rafael)                  | 12   | 10 | 4 | 4 | 2 | 12 | 8  | 4   |
| 4°   | Tres Acequias (Rivadavia)                    | 7    | 10 | 3 | 1 | 6 | 8  | 11 | -3  |
| 5°   | Andes Foot-Ball Club (General Alvear)        | 7    | 10 | 3 | 1 | 6 | 10 | 19 | -9  |
| 6°   | Tunuyán Sport Club (Mendoza)                 | 3    | 10 | 1 | 1 | 8 | 5  | 20 | -15 |

| Club Atlético de la Juventud Alianza (Santa Lucía) | Clasificó a la Fase final. |  |

### Zona 2
| Pos. | Equipo                                       | Pts. | J | G | E | P | GF | GC | DG |
| ---- | -------------------------------------------- | ---- | - | - | - | - | -- | -- | -- |
| 1°   | Independiente (La Rioja)                     | 11   | 8 | 5 | 1 | 2 | 13 | 11 | 2  |
| 2°   | Alianza Futbolística (Villa Mercedes)        | 10   | 8 | 5 | 0 | 3 | 21 | 12 | 9  |
| 3°   | Club Sportivo Estudiantes (San Luis)         | 10   | 8 | 4 | 2 | 2 | 11 | 9  | 2  |
| 4°   | Joaquín V. González (Chilecito)              | 6    | 8 | 2 | 2 | 4 | 12 | 16 | -4 |
| 5°   | Asociación Atlética Banda Norte (Río Cuarto) | 3    | 8 | 1 | 1 | 6 | 10 | 19 | -9 |

| Independiente (La Rioja) | Clasificó a la Fase final. |  |

## Grupo 4

### Zona 1
| Pos. | Equipo                                        | Pts. | J  | G | E | P | GF | GC | DG |
| ---- | --------------------------------------------- | ---- | -- | - | - | - | -- | -- | -- |
| 1°   | San Martín de Valle Viejo (El Bañado)         | 13   | 10 | 5 | 3 | 2 | 19 | 13 | 6  |
| 2°   | Central Córdoba (Santiago del Estero)         | 12   | 10 | 4 | 4 | 2 | 17 | 14 | 3  |
| 3°   | Boca Juniors (Añatuya)                        | 11   | 10 | 5 | 1 | 4 | 15 | 21 | -6 |
| 4°   | Jorge Newbery (Aguilares)                     | 9    | 10 | 3 | 3 | 4 | 16 | 12 | 4  |
| 5°   | Club Atlético San Lorenzo de Alem (Catamarca) | 9    | 10 | 3 | 3 | 4 | 9  | 8  | 1  |
| 6°   | Dos Leones (Frías)                            | 6    | 10 | 2 | 2 | 6 | 9  | 17 | -8 |

| San Martín de Valle Viejo | Clasificó a la Fase final. |  |

### Zona 2
| Pos. | Equipo                                        | Pts. | J  | G | E | P | GF | GC | DG  |
| ---- | --------------------------------------------- | ---- | -- | - | - | - | -- | -- | --- |
| 1°   | Club Atlético Central Norte (Salta)           | 14   | 10 | 5 | 4 | 1 | 23 | 15 | 8   |
| 2°   | Club Atlético Ledesma (Lib. Gral. San Martín) | 14   | 10 | 6 | 2 | 2 | 26 | 18 | 8   |
| 3°   | Gimnasia y Esgrima (San Salvador de Jujuy)    | 13   | 10 | 5 | 3 | 2 | 13 | 6  | 7   |
| 4°   | Club Deportivo Tabacal (Ingenio San Martín)   | 9    | 10 | 2 | 5 | 3 | 24 | 17 | 7   |
| 5°   | CSCyA Gral. Güemes (Rosario de la Frontera)   | 6    | 10 | 2 | 2 | 6 | 19 | 24 | -5  |
| 6°   | Club Atlético El Carmen (El Carmen)           | 4    | 10 | 1 | 2 | 7 | 9  | 34 | -25 |

#### Playoff
Club Atlético Central Norte 3-0 Club Atlético Ledesma
| Club Atlético Central Norte | Clasificó a la Fase final. |  |

## Grupo 5

### Zona 1
| Pos. | Equipo                                         | Pts. | J  | G | E | P | GF | GC | DG |
| ---- | ---------------------------------------------- | ---- | -- | - | - | - | -- | -- | -- |
| 1°   | Club Atlético Chaco For Ever (Resistencia)     | 15   | 10 | 6 | 3 | 1 | 27 | 11 | 16 |
| 2°   | Club Juan Manuel Estrada (Formosa)             | 13   | 10 | 5 | 3 | 2 | 16 | 15 | 1  |
| 3°   | Club Atlético Unión (General Pinedo)           | 11   | 10 | 4 | 3 | 3 | 20 | 16 | 4  |
| 4°   | Club Atlético Alvear (Villa Ángela)            | 8    | 10 | 2 | 4 | 4 | 14 | 19 | -5 |
| 5°   | Club Atlético Rolando de Hertelendy (Clorinda) | 8    | 10 | 2 | 4 | 4 | 9  | 17 | -8 |
| 6°   | Club Atlético Sportivo (Pre. Roque Sáenz Peña) | 5    | 10 | 0 | 5 | 5 | 11 | 19 | -8 |

| Club Atlético Chaco For Ever | Clasificó a la Fase final. |  |

### Zona 2
| Pos. | Equipo                                     | Pts. | J  | G | E | P | GF | GC | DG  |
| ---- | ------------------------------------------ | ---- | -- | - | - | - | -- | -- | --- |
| 1°   | Deportivo Guaraní Antonio Franco (Posadas) | 18   | 12 | 8 | 2 | 2 | 27 | 14 | 13  |
| 2°   | Ex Alumnos Escuela 185 (Oberá)             | 17   | 12 | 6 | 5 | 1 | 35 | 19 | 16  |
| 3°   | Ferroviario Corrientes FC (Corrientes)     | 17   | 12 | 6 | 5 | 1 | 25 | 11 | 14  |
| 4°   | Club Atlético y Social Apinta (Mercedes)   | 12   | 12 | 4 | 4 | 4 | 16 | 15 | 1   |
| 5°   | Banco Provincia (Paso de los Libres)       | 9    | 12 | 3 | 3 | 6 | 16 | 21 | -5  |
| 6°   | Club Deportivo Central Goya (Goya)         | 7    | 12 | 1 | 5 | 6 | 14 | 27 | -13 |
| 7°   | Club Atlético Guaraní (Eldorado)           | 4    | 12 | 1 | 2 | 9 | 12 | 38 | -26 |

| Club Deportivo Guaraní Antonio Franco | Clasificó a la Fase final. |  |

## Grupo 6

### Zona 1
| Pos. | Equipo                                       | Pts. | J | G | E | P | GF | GC | DG |
| ---- | -------------------------------------------- | ---- | - | - | - | - | -- | -- | -- |
| 1°   | Club Atlético Libertad (Concordia)           | 7    | 6 | 2 | 3 | 1 | 7  | 6  | 1  |
| 2°   | Club Gimnasia y Esgrima (Conc. del Uruguay)  | 6    | 6 | 2 | 2 | 2 | 7  | 5  | 2  |
| 3°   | Club Deportivo Juventud Unida (Gualeguaychú) | 6    | 6 | 2 | 2 | 2 | 7  | 9  | -2 |
| 4°   | Club Atlético Patronato (Paraná)             | 5    | 6 | 2 | 1 | 3 | 4  | 5  | -1 |

| Club Atlético Libertad | Clasificó a la Fase final. |  |

### Zona 2
| Pos. | Equipo                             | Pts. | J | G | E | P | GF | GC | DG |
| ---- | ---------------------------------- | ---- | - | - | - | - | -- | -- | -- |
| 1°   | Club Sportivo Norte (Rafaela)      | 10   | 6 | 4 | 2 | 0 | 7  | 1  | 6  |
| 2°   | Racing Club (Reconquista)          | 7    | 6 | 2 | 3 | 1 | 5  | 4  | 1  |
| 3°   | Club Atlético Sarmiento (Humboldt) | 5    | 6 | 1 | 3 | 2 | 5  | 6  | -1 |
| 4°   | Atenas (Santo Tomé)                | 2    | 6 | 0 | 2 | 4 | 1  | 7  | -6 |

| Club Sportivo Norte | Clasificó a la Fase final. |  |

### Zona 3
| Pos. | Equipo                               | Pts. | J | G | E | P | GF | GC | DG |
| ---- | ------------------------------------ | ---- | - | - | - | - | -- | -- | -- |
| 1°   | Club Atlético Argentino (Firmat)     | 9    | 6 | 3 | 3 | 0 | 8  | 4  | 4  |
| 2°   | Club Atlético Chabas (Casilda)       | 8    | 6 | 3 | 2 | 1 | 12 | 5  | 7  |
| 3°   | Club SDM Chañarense (Chañar Ladeado) | 4    | 6 | 1 | 2 | 3 | 6  | 10 | -4 |
| 4°   | Club Atlético Elortondo (Elortondo)  | 3    | 6 | 0 | 3 | 3 | 5  | 12 | -7 |

| Club Atlético Argentino | Clasificó a la Fase final. |  |

### Zona 4
| Pos. | Equipo                                        | Pts. | J | G | E | P | GF | GC | DG |
| ---- | --------------------------------------------- | ---- | - | - | - | - | -- | -- | -- |
| 1°   | Club Renato Cesarini (Rosario)                | 9    | 6 | 4 | 1 | 1 | 9  | 5  | 4  |
| 2°   | Atlético Empalme (Empalme Villa Constitución) | 7    | 6 | 3 | 1 | 2 | 8  | 7  | 1  |
| 3°   | Club Atlético El Expreso (El Trébol)          | 6    | 6 | 2 | 2 | 2 | 5  | 3  | 2  |
| 4°   | Club Atlético Almafuerte (Las Rosas)          | 2    | 6 | 0 | 2 | 4 | 4  | 11 | -7 |

| Club Renato Cesarini | Clasificó a la Fase final. |  |

## Fase final

### Grupo 1
| Pos. | Equipo                           | Pts. | J | G | E | P | GF | GC | DG |
| ---- | -------------------------------- | ---- | - | - | - | - | -- | -- | -- |
| 1°   | Ramón Santamarina (Tandil)       | 9    | 6 | 4 | 1 | 1 | 11 | 7  | 4  |
| 2°   | Douglas Haig (Pergamino)         | 8    | 6 | 4 | 0 | 2 | 14 | 11 | 3  |
| 3°   | Loma Negra (Olavarría)           | 6    | 6 | 2 | 2 | 2 | 10 | 10 | 0  |
| 4°   | Mercedes del Progreso (Mercedes) | 1    | 6 | 0 | 1 | 5 | 9  | 16 | -7 |

|  | Ramón Santamarina clasificó al Nacional 1985. |

### Grupo 2
| Zona 1          | Global | Zona 2                                 |
| --------------- | ------ | -------------------------------------- |
| Club Cipolletti | 4 - 4  | Club Atlético Huracán (Cro. Rivadavia) |

#### Desempate
Cipolletti (RN) 2-1 Huracán (CR)
|  | Cipolletti clasificó al Nacional 1985. |

### Grupo 3
| Zona 1           | Global | Zona 2                   |
| ---------------- | ------ | ------------------------ |
| Juventud Alianza | 3 - 1  | Independiente (La Rioja) |

|  | Juventud Alianza clasificó al Nacional 1985. |

### Grupo 4
| Zona 1                    | Global | Zona 2                |
| ------------------------- | ------ | --------------------- |
| San Martín de Valle Viejo | 1 - 4  | Central Norte (Salta) |

|  | Central Norte clasificó al Nacional 1985. |

### Grupo 5
| Zona 2                       | Global | Zona 1                 |
| ---------------------------- | ------ | ---------------------- |
| Club Atlético Chaco For Ever | 4 - 6  | Guaraní Antonio Franco |

|  | Guaraní Antonio Franco clasificó al Nacional 1985. |

### Grupo 6
| Pos. | Equipo                             | Pts. | J | G | E | P | GF | GC | DG  |
| ---- | ---------------------------------- | ---- | - | - | - | - | -- | -- | --- |
| 1°   | Club Atlético Argentino (Firmat)   | 10   | 6 | 5 | 0 | 1 | 15 | 11 | 4   |
| 2°   | Club Renato Cesarini               | 8    | 6 | 3 | 2 | 1 | 16 | 7  | 9   |
| 3°   | Club Sportivo Norte                | 4    | 6 | 1 | 2 | 3 | 9  | 11 | -2  |
| 4°   | Club Atlético Libertad (Concordia) | 2    | 6 | 0 | 2 | 4 | 5  | 16 | -11 |

|  | Argentino (F) clasificó al Nacional 1985. |